# Фотоакустичний ефект
Фотоакустичний ефект (англ. photoacoustic effect, рос. фотоакустический эффект) — швидкозатухаюча осциляція тиску, викликана раптовою зміною температури, що є результатом виділення тепла після поглинання випромінення внаслідок безвипромінювальної дезактивації або хімічної реакції. Реєструється за допомогою мікрофона або п'єзоелектричного пристрою. 